# Hallsville (Texas)
Hallsville ist eine Stadt im Harrison County im US-Bundesstaat Texas in den Vereinigten Staaten. Das U.S. Census Bureau hat bei der Volkszählung 2020 eine Einwohnerzahl von 4277 ermittelt.

## Geografie
Die 5,9 km² große Stadt liegt am Zusammenfluss des U.S. Highway 80 mit der Farm Road 450 an der Linie der Union Pacific Railroad, 20 Kilometer westlich von Marshall im Südwesten des Countys. Der Ort ist im Osten rund 50 Kilometer von Arkansas und Louisiana, im Norden etwa 90 Kilometer von Oklahoma entfernt.

## Demografische Daten
Nach der Volkszählung im Jahr 2000 lebten hier 2.772 Menschen in 993 Haushalten und 799 Familien. Die Bevölkerungsdichte betrug 469,4 Einwohner pro km². Ethnisch betrachtet setzte sich die Bevölkerung zusammen aus 93,15 % weißer Bevölkerung, 4,76 % Afroamerikanern, 0,14 % amerikanischen Ureinwohnern, 0,36 % Asiaten und 0,69 % aus anderen ethnischen Gruppen. Etwa 0,90 % waren gemischter Abstammung und 2,27 % der Bevölkerung waren spanischer oder lateinamerikanischer Abstammung.
Von den 993 Haushalten hatten 48,6 % Kinder unter 18 Jahre, die im Haushalt lebten. 62,8 % davon waren verheiratete, zusammenlebende Paare. 14,8 % waren allein erziehende Mütter und 19,5 % waren keine Familien. 17,8 % aller Haushalte waren Singlehaushalte und in 7,5 % lebten Menschen, die 65 Jahre oder älter waren. Die Durchschnittshaushaltsgröße betrug 2,79 und die durchschnittliche Größe einer Familie belief sich auf 3,16 Personen.
33,2 % der Bevölkerung waren unter 18 Jahre alt, 7,5 % von 18 bis 24, 31,3 % von 25 bis 44, 20,5 % von 45 bis 64, und 7,5 % die 65 Jahre oder älter waren. Das Durchschnittsalter war 33 Jahre. Auf 100 weibliche Personen aller Altersgruppen kamen 86,9 männliche Personen. Auf 100 Frauen im Alter von 18 Jahren und darüber kamen 83,2 Männer.
Das jährliche Durchschnittseinkommen eines Haushalts betrug 45.341 USD, das Durchschnittseinkommen einer Familie 49.868 USD. Männer hatten ein Durchschnittseinkommen von 39.844 USD gegenüber den Frauen mit 21.833 USD. Das Prokopfeinkommen betrug 19.689 USD. 7,4 % der Bevölkerung und 5,8 % der Familien lebten unterhalb der Armutsgrenze. Davon waren 8,6 % Kinder und Jugendliche unter 18 Jahren und 10,4 % waren 65 oder älter.